# 擬蛾大灰蝶
擬蛾大灰蝶（學名：Liphyra brassolis），是屬於灰蝶科雲灰蝶亞科的一種蝴蝶，是大灰蝶屬的模式種，也是世上體型最大的灰蝶。在西方普遍稱為蛾蝶（Moth butterfly），因其外觀被認為像蛾類。罕有地分佈於東洋界及澳新界。幼蟲是肉食性。

## 分佈
印度阿薩姆邦、錫金、緬甸、摩鹿加群島及馬來半島至澳大利亞洲北部。

## 外型
幼蟲扁平，呈光滑橢圓形。成蟲翅面橙色並配有黑斑，雄蝶前翅外緣的黑褐色斑紋範圍遠大於雌蝶，斑紋範圍亦會因不同季節而變異，雄蝶後翅又有小辮突。翅底灰褐色，前翅亦有一大黑斑，雌蝶前翅較雄蝶圓。雄蝶展翅寬71毫米，雌蝶寬76毫米。

## 習性

### 幼期
幼蟲肉食性，生活在樹蟻的巢穴中並以黃猄蟻為食。從蛹內羽化成蝴蝶時，其翅和體軀覆蓋著粘性的鱗片，能粘住任何可能攻擊它的螞蟻。

### 成蟲
成蟲活躍於正午至黃昏時份。飛行快速而有力，方向飄忽。經常出沒於有編織蟻巢的樹上或周圍。一年最少兩代。

## 生境
生境多樣，包括各處建造了編織蟻蟻巢的紅樹林和沿海的桉樹森林，更傾向喜歡樹木密度較低的森林地區。

## 亞種

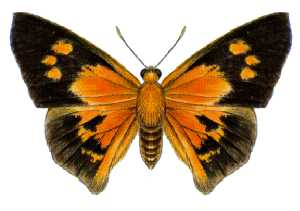
L. b. major

- L. b. brassolis（指名亞種）－分佈於錫金、緬甸
- L. b. abbreviata Strand, 1911 － 分佈於馬來半島、蘇門答臘、婆羅洲
- L. b. bougainvilleanus Samson & Smart, 1980
- L. b. extensa Gaede, 1917
- L. b. hermelnuydai Schröder & Treadaway, 1998 － 分佈於菲律賓
- L. b. justini Schröder & Treadaway, 1988 － 分佈於菲律賓
- L. b. major Rothschild, 1898 － 分佈於澳洲昆士蘭約克角半島、麥凱
- L. b. melania Waterhouse & Lyell, 1914 － 分佈於澳洲達爾文、格魯特島
- L. b. niepelti Strand, 1922
- L. b. novabritannica Willner, 1985 － 分佈於新畿內亞
- L. b. robusta (C. & R. Felder, 1865) － 分佈於摩鹿加群島、蘇拉威西島、新畿內亞、馬納姆島、所羅門群島

## 外部連結
- 维基共享资源上的相關多媒體資源：擬蛾大灰蝶
- Taraka hamada Westwood,  （页面存档备份，存于） - Catalogue of Life （英文）
- Liphyra brassolis （页面存档备份，存于） - funet.fi
- Liphyra brassolis brassolis （页面存档备份，存于） - Butterflies in Indo-China
- Liphyra brassolis - Caterpillars and the Biology of Australian Lepidoptera （英文）
- Liphyra brassolis （页面存档备份，存于） - The NSG's DNA sequences database （英文）